# ГЕС Shānxī
ГЕС Shānxī (珊溪水利枢纽) — гідроелектростанція на сході Китаю у провінції Чжецзян. Використовує ресурс із річки Feiyun, яка впадає до Східнокитайського моря за три десятки кілометрів південніше від Веньчжоу. 
В межах проекту річку перекрили кам'яно-накидною греблею із бетонним облицюванням висотою 131 метр та довжиною 448 метрів. Вона утримує водосховище з об'ємом 1291 млн м3 (корисний об'єм 696 млн м3) та припустимим коливанням рівня поверхні у операційному режимі між позначками 117 та 142 метра НРМ (під час повені рівень може зростати до 155,2 метра НРМ, а об'єм – до 1824 млн м3). 
Зі сховища до розташованого біля греблі машинного залу прокладено два тунелі довжиною 0,35 км та 0,37 км з діаметрами по 7 метрів, які переходять у напірні водоводи з діаметрами по 4 метри. Вони живлять чотири турбіни типу Френсіс потужністю по 50 МВт, котрі забезпечують виробництво 355 млн кВт-год електроенергії на рік.